# Charlotte von Kirschbaum
Charlotte von Kirschbaum, née le 25 juin 1899 et morte le 24 juillet 1975,, est une théologienne protestante allemande.
Elle a aidé Karl Barth à rédiger sa Dogmatique en qualité de secrétaire et d'assistante de recherche.

## Biographie
Charlotte von Kirschbaum est née à Ingolstadt.
La mort de son père, le général Maximilian von Kirschbaum, au front en 1916 lui inspire une vocation d'infirmière. Intéressée cependant par la théologie, elle fait en 1924 la rencontre Karl Barth, qui est d'abord son professeur et dont elle devient la collaboratrice avant de devenir sa maîtresse, vivant à son domicile à partir de 1929 dans une sorte de ménage à trois avant que Nelly, l'épouse de Barth, ne demande le divorce. Acceptant de travailler contre une rémunération très faible, et se formant aux langues bibliques afin d'être plus efficace dans ce travail, elle a contribué de manière importante à toutes les publications académiques de Karl Barth avant de publier elle-même un ouvrage de théologie en 1949.
Totalement engagée dans la collaboration avec Karl Barth, elle décline une proposition de mariage en 1930. Elle ne semble reprendre un peu d'autonomie qu'à partir de 1935. Elle est alors élue à la direction nationale du Comité national suisse « Allemagne libre » et s'engage dans la Résistance allemande à Hitler. 
Début 1962, Charlotte von Kirschbaum tombe malade et s'installe dans une maison de retraite à Riehen, où elle décèdera  10 ans plus tard. Respectant les dernières volontés de son ex-mari, Nelly Hoffman la fait inhumer dans la tombe de la famille Barth, où Karl Barth avait été enterré auparavant et où Nelly sera également enterrée plus tard.

## LaDogmatique de l'Église
Charlotte von Kirschbaum a co-écrit la Dogmatique de l'Église, considérée usuellement comme le chef-d’œuvre de Karl Barth. Bien qu'il ne l'ait pas répertoriée comme co-auteur, Karl Barth a rendu hommage à la contribution de sa collaboratrice dans la préface du troisième volume de sa dogmatique : « Je ne voudrais pas conclure cette préface sans attirer expressément l'attention des lecteurs de ces sept volumes sur ce qu'eux et moi devons aux vingt années de travail tranquillement accomplies à mes côtés par Charlotte von Kirschbaum. Elle n'a pas moins consacré sa vie et ses pouvoirs à la croissance de ce travail que moi-même. Sans sa coopération, elle n'aurait pas pu avancer de jour en jour, et j'oserais à peine envisager l'avenir qui me restera peut-être encore. Je sais ce que signifie vraiment avoir une aide. »

## Travail théologique
En 1949 paraît son livre théologique Die wirkliche Frau (« La femme véritable »), qui traite du rôle des femmes dans l’Église, l'auteur ne lui déniant aucune des fonctions qu'occupe l'homme, mais discernant, dans cette égalité de statut, de nombreuses spécificités aux ministères féminins. L'ouvrage est qualifié de remarquable et de digne d'attention par le théologien protestant Roger Mehl. Elle s'y oppose au modèle de la « femme libre » de Simone de Beauvoir et à celui de la « femme mariale » de l'Église catholique. Sa thèse selon laquelle la femme est « subordonnée » et « aide » l'homme, mais néanmoins son égale, elle semble refléter sa propre position dans la vie. 

## Œuvres
- Charlotte von Kirschbaum (trad. Fernand Ryser), Découverte de la Femme, Les bases bibliques et théologiques d'une éthique réformée de la Femme, Genève, Éditions du Centre protestant d’Études, 1951

## Sources
- (de) Eberhard Busch, Karl Barths Lebenslauf, nach seinen Briefen und autobiographischen Texten [« Biographie de Karl Barth, d'après ses lettres et écrits autobiographiques »], Munich, Christian Kaiser, 1975.